# Caledanapis
Caledanapis là một chi nhện trong họ Anapidae.